# Nomeações de Donald Trump à Suprema Corte dos Estados Unidos

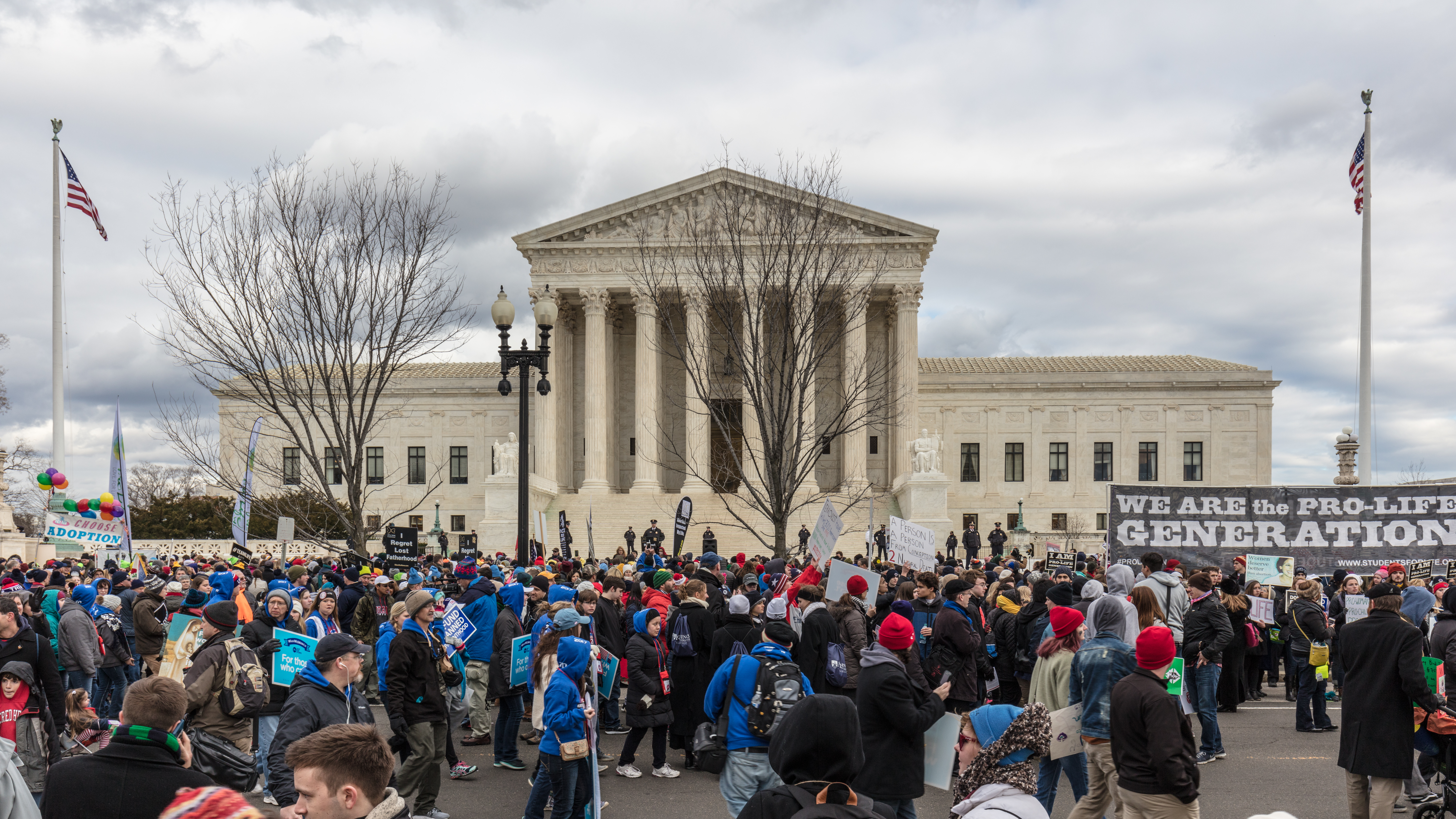
Sede da Suprema Corte dos Estados Unidos, em janeiro de 2017.

De acordo com a Constituição dos Estados Unidos, com "conselho e consentimento" do Senado, o Presidente dos Estados Unidos nomeia os membros da Suprema Corte, a mais alta instância judicial do país. Logo após sua vitória na eleição presidencial de 2016, o Republicano Donald Trump foi empossado presidente em 20 de janeiro de 2017 lidando imediatamente com a vacância da Suprema Corte devido a morte de Antonin Scalia. Durante sua campanha presidencial, Trump havia publicado duas listas de potenciais candidatos à Suprema Corte. Desde sua posse, no entanto, nomeou Neil Gorsuch em 31 de janeiro, que foi confirmado pelo Senado em 7 de abril de 2017.

## Composição da Suprema Corte
O mandato presidencial de Trump teve início em 20 de janeiro de 2017, com uma vacância a ser suprida devido ao falecimento do Juiz Associado Antonin Scalia em fevereiro do ano anterior. Três Juízes da Suprema Corte - Ruth Bader Ginsburg (n. 1933), Anthony Kennedy (n. 1936) e Stephen Breyer (n. 1938) — estão prestes a completar 80 anos de idade, um fato que gerou especulação sobre futuras vacâncias ao longo da presidência de Trump.
Atualmente, a Suprema Corte dos Estados Unidos é composta pelos seguintes Juízes:
| Nome                            | Idade | Posse | Indicado por      | Alma mater               |
| ------------------------------- | ----- | ----- | ----------------- | ------------------------ |
| Anthony Kennedy                 | 80    | 1988  | Ronald Reagan     | Universidade Harvard     |
| Clarence Thomas                 | 68    | 1991  | George H. W. Bush | Universidade Yale        |
| Ruth Bader Ginsburg             | 84    | 1993  | Bill Clinton      | Universidade de Colúmbia |
| Stephen Breyer                  | 78    | 1994  | Bill Clinton      | Universidade Harvard     |
| John Roberts (Chefe de Justiça) | 62    | 2005  | George W. Bush    | Universidade Harvard     |
| Samuel Alito                    | 67    | 2006  | George W. Bush    | Universidade Yale        |
| Sonia Sotomayor                 | 62    | 2009  | Barack Obama      | Universidade Yale        |
| Elena Kagan                     | 57    | 2010  | Barack Obama      | Universidade Harvard     |
| Neil Gorsuch                    | 49    | 2017  | Donald Trump      | Universidade Harvard     |

## Nomeação de Neil Gorsuch

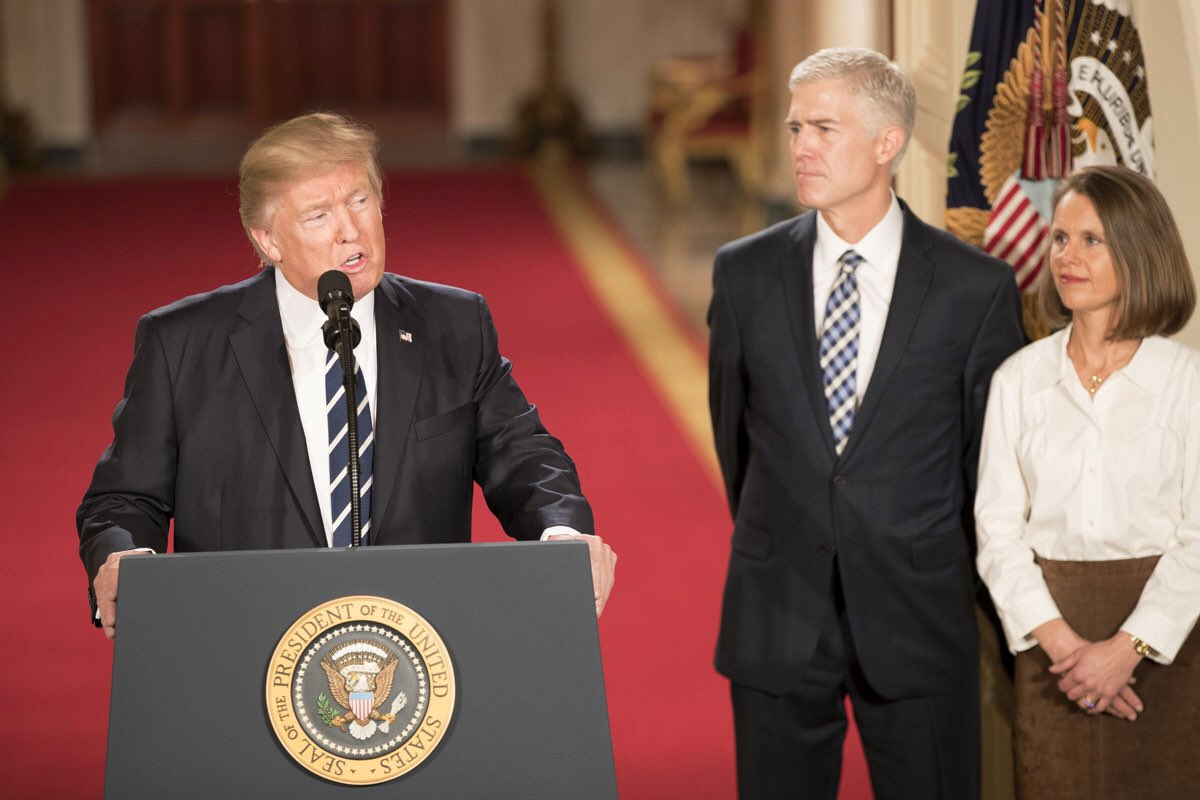
Donald Trump anuncia Neil Gorsuch como Juiz Associado da Suprema Corte, em janeiro de 2017.

Em 13 de fevereiro de 2016, o Associado de Justiça Antonin Scalia foi encontrado morto em uma cabana de caça nas proximidades de Marfa, Texas. A morte de Scalia marcou a segunda ocasião em 60 anos em que um Juiz Associado da Suprema Corte faleceu em exercício do cargo, levando a uma rara nomeação pelo presidente em seu ano final de governo.
Mitch McConnell, o Líder da Maioria no Senado, afirmou que o novo presidente deveria substituir Scalia, enquanto Barack Obama anunciou sua intenção em nomear um novo juiz. Em 23 de fevereiro de 2016, os onze membros do Comitê Judiciário do Senado assinaram uma carta aberta a McConnell afirmando sua intenção de aceitar a nomeação de Obama e que nenhuma audiência ocorreria até a posse do novo presidente. Em 16 de março, Obama nomeou o então Chefe de Justiça Merrick Garland (da Corte de Apelações do Distrito de Colúmbia) como substituto de Scalia. Após a nomeação de Garland, McConnell reiterou sua posição de que o Senado não deveria considerar nenhuma outra nomeação até a posse do novo presidente. A nomeação de Garland expirou em 3 de janeiro de 2017, sem qualquer reação imediata do 114º Senado dos Estados Unidos.
Ao longo de sua campanha presidencial, enquanto Garland permaneceu ante ao Senado, Trump publicou duas listas de potenciais indicações à Suprema Corte. Em 18 de maio, o então candidato republicano divulgou onze nomes prováveis à sucessão de Scalia. Em 23 de setembro, Trump publicou uma segunda relação de dez possíveis nomes, incluindo três minorias. Ambas as listagens foram arquivadas pela Sociedade Federalista e Heritage Foundation. Dias após sua posse, o jornal Politico divulgou três possíveis nomeações: Neil Gorsuch, Thomas Hardiman e Bill Pryor.
À época da nomeação, Gorsuch, Hardiman e Pryor eram todos juízes de apelação nomeados pelo Presidente George W. Bush. Trump e o Conselheiro da Casa Branca, Don McGahn, entrevistaram todos os três juízes, bem como o Juiz Amul Thapar da Corte de Apelações do Distrito de Colúmbia e do Distrito do Kentucky semanas antes da nomeação. Em 31 de janeiro, Gorsuch foi anunciado por Trump como sucessor de Scalia na Suprema Corte durante cerimônia na Casa Branca. Gorsuch foi confirmado pelo Senado dos Estados Unidos por 54 votos a favor e 45 votos contrários.

## Possíveis nomeações
Abaixo, uma lista de indivíduos que têm sido mencionados por vários meios de comunicação como prováveis nomeações à Suprema Corte durante a presidência de Trump. A maioria deles foi incluída em uma das listagens divulgadas pelo próprio presidente enquanto candidato.
Após a nomeação de Neil Gorsuch para a Suprema Corte e de Amul Thapar para o Sexto Circuito, notou-se a possibilidade de Trump tentar nomear algum de seus nomes já divulgados para uma futura vacância na Suprema Corte. Posteriormente, Trump nomeou Joan Larsen e David Stras aos Sexto e Oitavo Circuitos, respectivamente.
Apesar da especulação de que Trump pode vir a considerar outros nomes para uma segunda nomeação à Suprema Corte, Trump têm afirmado que sua próxima nomeação pode surgir da mesma listagem divulgada em 2016.

### Corte de Apelações dos Estados Unidos

Mapa das Cortes de Apelações dos Estados Unidos.

Distrito de Colúmbia
- Brett Kavanaugh (n. 1965)

Terceiro Circuito
- Thomas Hardiman* (n. 1965)

Sexto Circuito
- Raymond Kethledge* (n. 1966)

Sétimo Circuito
- Diane Sykes (n. 1957)

Oitavo Circuito
- Steven Colloton (n. 1963)
- Raymond Gruender* (n. 1963)

Décimo Circuito
- Neil Gorsuch (n. 1967)
- Timothy Tymkovich (n. 1956)

Décimo-Primeiro Circuito
- Bill Pryor (n. 1962)

Corte de Apelações das Forças Armadas
- Meg Ryan (n. 1964)